# Powieki (zespół)
Powieki – polski zespół muzyczny grający muzykę osadzoną stylistycznie pomiędzy post-rockiem, psychodelią, a muzyką alternatywną. Grupa powstała z inicjatywy Piotra Cudnoka, który zaproponował współpracę Michałowi Zychowi.
Pierwsze próby osób zaangażowanych w projekt odbyły się pod koniec 2005 roku.
W połowie 2006 roku grupa rozpoczęła regularne koncertowanie. W ciągu kolejnych lat zagrała m.in. w Warszawie, Krakowie, Łodzi, Lublinie, Radomiu, Toruniu, Bydgoszczy, Tarnowie, Piszu. Występowała też w roli supportu Pink Freud, Świetlików, fińskiego Underwater Sleeping Society, rosyjskiego Everything Is Made In China i amerykańskiego Peasant. W 2008 roku zagrała koncert na żywo w studiu Radia Dla Ciebie oraz gościła w programie Backstage prowadzonym przez Mietalla Walusia i Wojciecha Kuderskiego w TVS, gdzie wykonała na żywo trzy utwory w wersji akustycznej. W tym samym roku piosenka Wtorek trafiła na kompilację sygnowaną przez słowacki magazyn kultury eksperymentalnej VLNA, mającą promować warszawską kulturę niezależną za granicą.
W lutym 2008 roku zespół wydał w limitowanym nakładzie materiał „Trzaski”, który doczekał się pozytywnych recenzji m.in. w czasopismach Lampa i słowackim VLNA.
W kwietniu 2009 roku ukazało się nagrane jeszcze w 2008 roku drugie wydawnictwo „Szepty”.
24 czerwca 2009 grupa wystąpiła podczas XXXVIII Lubuskiego Lata Filmowego w Łagowie wykonując muzykę na żywo do niemego filmu Kult Ciała (1930) w reżyserii Michała Waszyńskiego.

## Muzycy

### Obecny skład zespołu
- Piotr Cudnok – głos, gitara basowa (od 2005)
- Michał Zych – perkusja (od 2005)
- Maciej Zych – gitara, chórki (od 2006)

### Byli członkowie zespołu
- Szymon Kordas – gitara (2006–2007)
- Ksawery Kalicki – gitara (2006)

## Dyskografia
- Trzaski (2008)
- Szepty (2009)

### Wydawnictwa, na których znalazły się utwory zespołu
- We Are From Poland vol.3 (Don't Panic Publishing, 2008)
- Alternativepop vol.1 (Alternativepop.pl, 2008)
- Zvuková Vlna/Sound Wave of Warszawa (VLNA/4mg Records, 2008)
- Rockowa Zbiórka Żywności (Fundacja „Bank Żywności SOS”, 2009)